# Yamaguchi Falcão
Yamaguchi Falcão Florentino (São Mateus, 24 de dezembro de 1987) é um pugilista brasileiro.
Yamaguchi é irmão de Esquiva Falcão e filho de Adegard Câmara Florentino, conhecido como Touro Moreno, ex-pugilista que ganhou esta alcunha ao empatar uma luta realizada na década de 60 contra Waldemar Santana, pupilo de Hélio Gracie.
Quando criança, treinava na academia improvisada por seu pai no quintal de casa, onde esmurrava uma bananeira para aprimorar socos. Seu nome de origem japonesa foi-lhe dado em homenagem a um falecido amigo de seu pai. Touro Moreno teria arrumado briga com uma turma de marinheiros que, como vingança, teriam matado seu amigo Yamaguchi, dono de uma academia. Touro então decidiu batizar um de seus filhos com o nome do colega assassinado.
Foi um dos representantes do país nos Jogos Pan-Americanos de 2011, em Guadalajara, no México, onde conquistou uma medalha de prata no peso meio-pesado, perdendo a final para o cubano Julio La Cruz.
Nos Jogos Olímpicos de Londres 2012, participando da categoria meio-pesado (até 81 kg), Yamaguchi derrotou Sumit Sangwan na primeira rodada, por 15 a 14. Nas oitavas-de-final, empatou com Meng Fanlong por 17 a 17, passando às quartas-de-final por contagem de pontos não atribuídos. Depois de ver seu irmão Esquiva Florentino avançar às semifinais de sua categoria e garantir uma medalha olímpica, Yamaguchi participou das quartas-de-final, onde surpreendeu, ao conseguir derrotar o cubano Julio César la Cruz Peraza, campeão mundial amador em 2011, por 18 a 15. Assim, conseguiu a revanche pela final perdida no Pan de Guadalajara e garantiu a terceira medalha brasileira no boxe na mesma edição dos Jogos, feito inédito para o país. Na semifinal, Yamaguchi foi derrotado pelo russo Egor Mekhontcev por 23 a 11 e ficou com a medalha de bronze.
Recentemente Yamaguchi Falcão, foi capa da Revista Tradição Marcial, com um grande matéria, feita por Juscelino Frazão, autor e editor chefe, a matéria conta sobre a sua trajetória e sobre suas grandes conquistas no boxe brasileiro e internacional. 

## Carreira Profissional
Anunciou se tornar profissional em 2 de outubro de 2014. Em maio de 2019 ele conta com um cartel de 16 vitórias (7 nocautes, 9 por pontos), 1 derrota, 0 empates e 1 sem resultado
No começo de maio de 2019, Yamaguchi já era o nono colocado no ranking do Conselho Mundial de Boxe (WBC, em inglês), e o então campeão latino, título que conquistou na sua 10ª vitória seguida, contra Jorge Daniel Caraballo. Em 2 de maio, colocou o título em jogo contra o americano Christopher Pearson em Las Vegas e foi derrotado por pontos, perdendo a invencibilidade e o cinturão latino. Se vencesse, o brasileiro caminharia para uma eliminatória pelo cinturão mundial, que pertence ao mexicano Saúl Canelo Alvarez.